# هيلموت هالماير
هيلموت هالماير (بالألمانية: Helmut Hallmeier) كان متسابق دراجات نارية ألماني. نافس في سباقات بطولة العالم لفئة 350 سي سي ولفئة 250 سي سي ولفئة 50 سي سي. بدأ المنافسة في بطولة العالم سنة 1954. أفضل موسم له كان موسم سنة 1954 عندما جاء في المركز التاسع في بطولة العالم لفئة 250 سي سي.